# Gaykhatu
Gaykhatu (també Gaikhatu, Гайхату, Гайхалт, que vol dir "sorprenent" del mongol gaikhakh = "ser sorprès") (? - 1295) fou el cinquè kan dels Il-kan de Pèrsia, del 1291 al 1295. El seu nom budista de regnat fou Rinchindorj (en tibetà: Joia preciosa). Era addicte al vi, les dones i a la pederàstia. Tot i que budista no fou hostil a les altres religions i no va aplicar cap sentència de mort.
Estava casat amb Padshah Khatun, filla de Kitlugh Turkan (Turkan Khatun) de Kirman, la qual va rebre el títol de Safwad al-dunya wa al-Din (literalment, Puresa del Món Terrenal i de la Fe) després de la deposició de Djalal al-Din Abu l-Muzzafar, senyor dels mongols del sud-est de l'Iran, i és coneguda per haver assassinat la seva fillastra Suyurghatamish, fet que li va costar ser assassinada en revenja per un membre del clan, de nom Khurdudjin, durant el curt regnat de Baydu el 1295.
El seu primer gran càrrec fou governador de l'Àsia Menor on va dilapidar el tresor amb les seves liberalitats especialment a favor dels nestorians.
Quan el general Taachar va assassinar el seu germà Arghun pretenia posar al tron a Baydu, però aquest no va anar al kuriltay i fou escollit Gaykhatu. (22 de juliol de 1291). Es va ocupar de la princesa xinesa-mongol Koekecin que havia arribat al país per casar-se amb Arghun però va arribar després de la seva mort, i Gaykhatu la va casar amb Ghazan, fill d'Arghun. Va fer una devastadora expedició a Anatòlia contra els Ashraf Oghullari i els karamànides (1291_1292).
El 1292 va amenaçar el mameluc al-Ashraf Khalil per la cessió d'Alep (al qual aquest va respondre que atacaria Bagdad) i va fer un atac a l'Àsia Menor però fora d'aquest fet no es va ocupar dels afers de l'estat. Per aturar la ruïna financera de l'estat, el seu ministre de finances (sahib diwan) Sardr al-Din Ahmad ibn Abd al-Razzak Khalidi al-Zandjani (nomenat el 1292) el va aconsellar adoptar paper moneda seguint l'exemple de la Xina, però el paper moneda (els bitllets "xao") era llavors desconegut i fou mal acceptat i es va emetre en quantitat superior a les reserves i l'economia es van enfonsar (tardor del 1294). Els emirs van deixar de donar-li suport, i Baydu es va revoltar a Bagdad. Fou derrotat a Hamadan el 21 de març de 1295 i tres dies després fou fet presoner i executat. Baydu va pujar al tron i el paper moneda fou retirat, però després d'un més de guerra civil el va succeir Ghazan, nebot de Gaykhatu.